# Église Notre-Dame-du-Rosaire de Cidade Velha
L'Église Notre-Dame du Rosaire (en portugais : Igreja de Nossa Senhora do Rosário) est une église construite à Cidade Velha dans l'île de Santiago au Cap-Vert, 

## Présentation
L'édifice est situé au nord-ouest de la Cidade Velha, près de la rive droite de la rivière Ribeira Grande de Santiago. 
L'église est un bâtiment simple, à nef unique, relativement large, avec un toit à poutres plates et des murs de soutènement qui font saillie vers l'extérieur. L'intérieur est simple et décoré uniquement de deux tableaux sur le mur oriental.
Le centre historique de Cidade Velha est inscrit au patrimoine mondial de l'UNESCO depuis juin 2009.

## Histoire
La partie principale de l'église a été construite en 1495, ce qui en fait le bâtiment le plus ancien de Cidade Velha. 
Sa chapelle latérale de style manuélin est un exemple rare d'architecture gothique en Afrique subsaharienne. 
L'église a été restaurée.

## Galerie

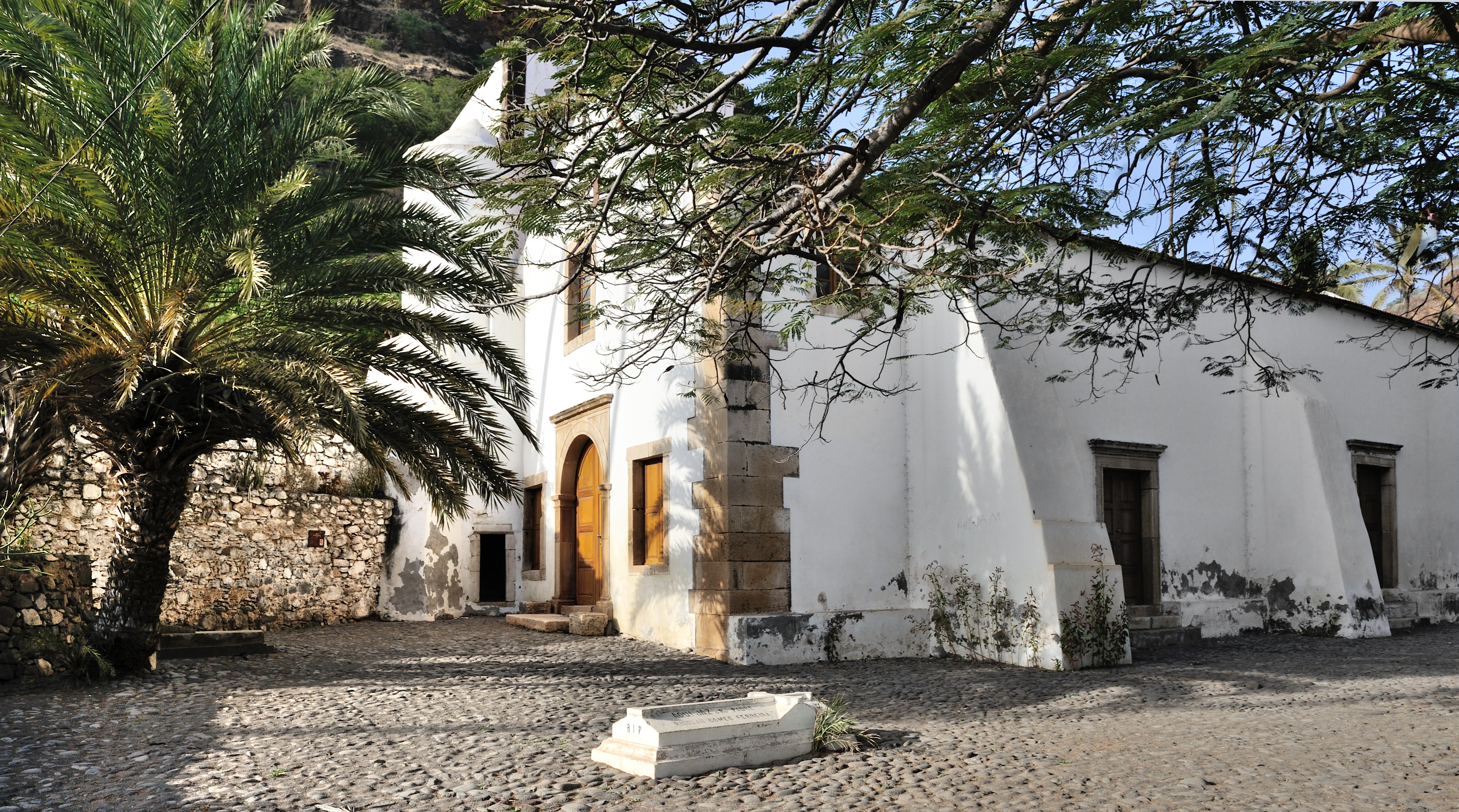
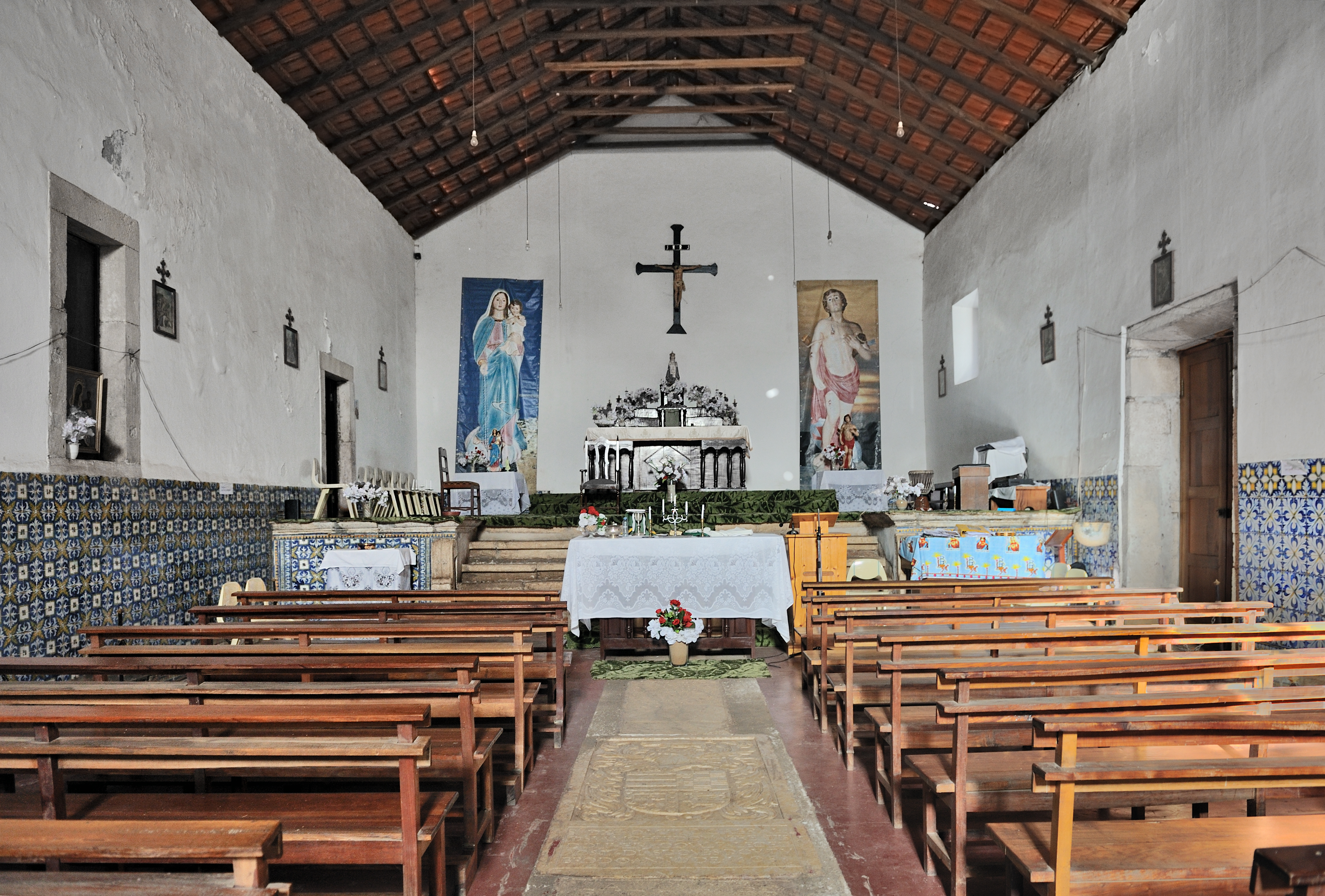
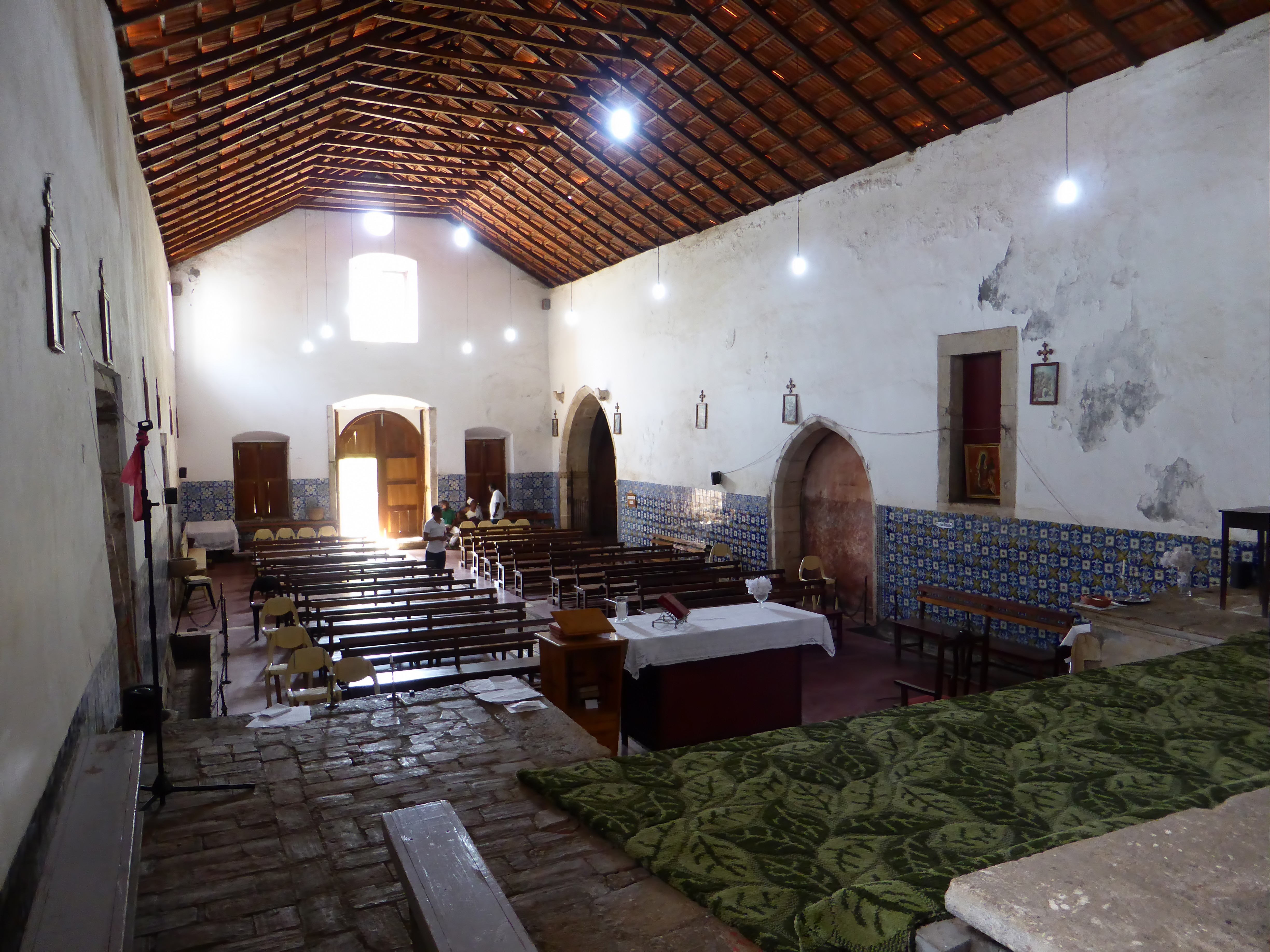